# Hymenophyllum feejeense
Hymenophyllum feejeense är en hinnbräkenväxtart som beskrevs av Brackenr. Hymenophyllum feejeense ingår i släktet Hymenophyllum och familjen Hymenophyllaceae. Inga underarter finns listade.